# Saracena
Saracena és un municipi italià, dins de la província de Cosenza. L'any 2010 tenia 4.160 habitants. Limita amb els municipis d'Altomonte, Castrovillari, Firmo, Lungro, Morano Calabro, Mormanno, Orsomarso i San Basile.

## Evolució demogràfica
| Gràfica de població de Saracena | Gràfica de població de Saracena              | Gràfica de població de Saracena |
| ------------------------------- | -------------------------------------------- | ------------------------------- |
|                                 |                                              |                                 |
| Notes:                          | Elaboració gràfica per part de la Viquipèdia |                                 |
|                                 | Font: ISTAT                                  |                                 |